# Enskede IP
Der Enskede Idrottsplats, oftmals als Enskede IP abgekürzt, ist ein Sportkomplex im Stockholmer Stadtteil Enskedefältet, der aus einem Fußballstadion sowie angrenzender Sportplätze besteht.

## Hintergrund
Der Enskede IP ist das Heimstadion des Fußballvereins Enskede IK, der vormals als Breitensportverein verschiedene Sportarten betrieb. Der Klub spielte lange Zeit in dem Stadion unterklassig, ehe er als Aufsteiger ab der Spielzeit 2016 die Spielstätte auch für seine Heimspiele in der Division 1 nutzte. Zudem werden das Stadion und die benachbarten Sportplätze auch von anderen Klubs im unterklassigen Amateursport genutzt. Zudem ist die Leichtathletikabteilung von Hammarby IF auf dem Gelände beheimatet.
Das Hauptstadion mit Naturrasenoberfläche bietet auf einer überdachten Haupttribüne sowie rund um die Leichtathletiklaufbahn zirka 2000 Zuschauern Platz. Daneben gibt es zwei Plätze mit Kunstrasenoberfläche sowie zwei Plätze mit verkleinerter Spielfläche, etwa für Kinder- und Jugendfußball.
Das Sportgelände ist über die Gröna linjen der Stockholms tunnelbana erreichbar, in unmittelbarer Nähe befindet sich die Haltestelle Sockenplan.  Zirka 1,2 Kilometer in nordöstlicher Richtung entfernt liegt die ebenfalls über die U-Bahn-Linie verbundene Tele2 Arena, Heimspielstätte der Fußballer von Hammarby IF sowie dessen Lokalkonkurrenten Djurgårdens IF Fotbollsförening.